# Nepheloleuca semiplaga
Nepheloleuca semiplaga là một loài bướm đêm trong họ Geometridae.